# Hymenophyllum mortonianum
Hymenophyllum mortonianum är en hinnbräkenväxtart som beskrevs av David Bruce Lellinger. Hymenophyllum mortonianum ingår i släktet Hymenophyllum och familjen Hymenophyllaceae. Inga underarter finns listade.